# Sint-Bonifatiuskerk (Vries)

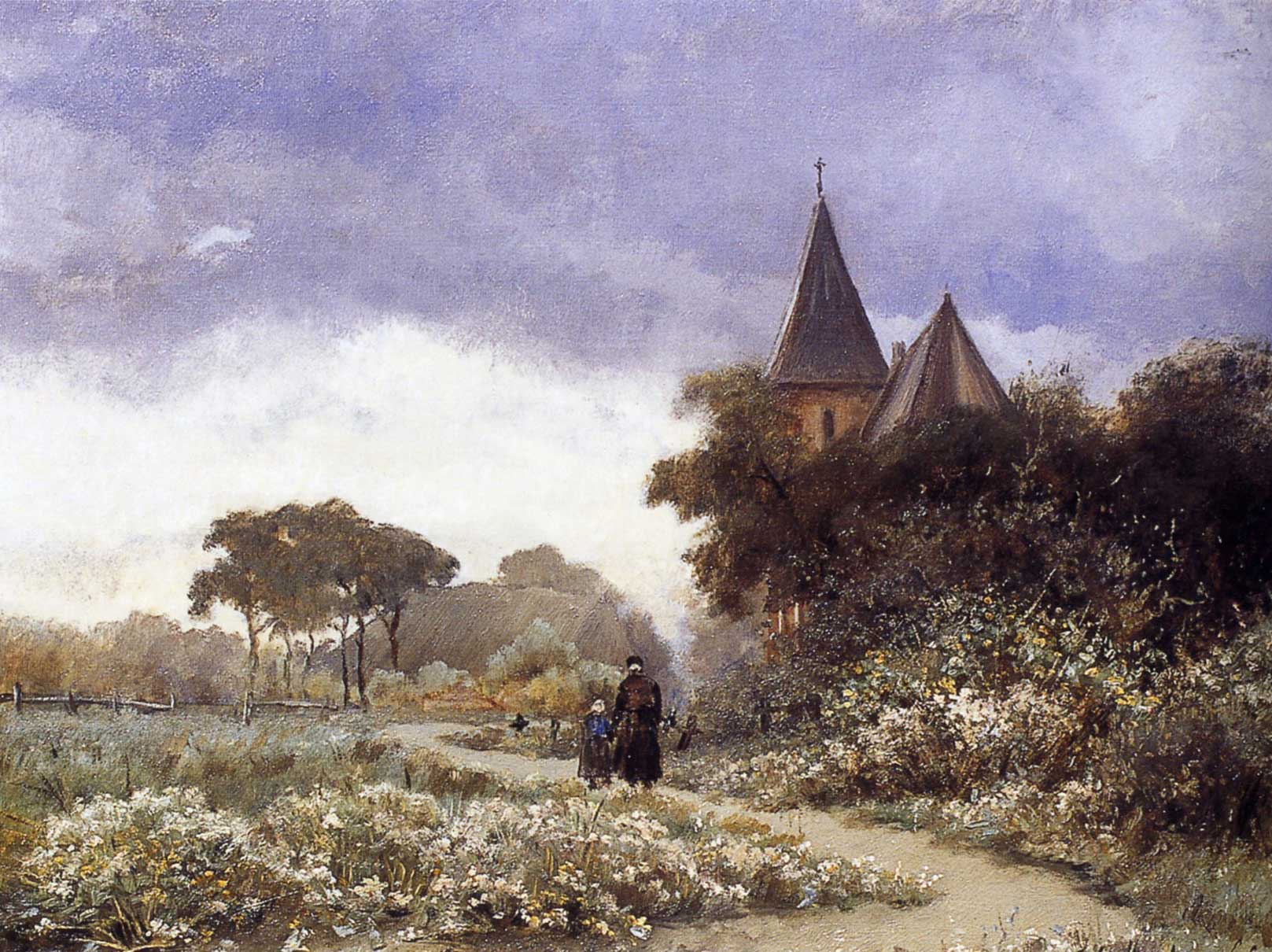
Zicht op de Bonifatiuskerk van Vries door Geesje Mesdag-van Calcar

De Bonifatiuskerk is een oorspronkelijk romaanse kerk in de plaats Vries in de Nederlandse provincie Drenthe. De Protestantse Gemeente te Vries houdt er nog steeds kerkdiensten.

## Beschrijving
De kerk werd in de 12e eeuw gebouwd en aan Bonifatius gewijd. De rijk versierde romaanse toren werd halverwege de 12e eeuw gebouwd en het schip in de jaren erna. Het gotische koor komt uit het begin van de 15e eeuw.
De kerk werd in de jaren 1946 tot en met 1949 gerestaureerd. Het schip werd ingrijpend gereconstrueerd en voorzien van romaanse vensters. Bij de restauratie werd in de grond voor de kerk een mal teruggevonden van de in 1516 gegoten luiklok, waarschijnlijk van de Mariaklok, die in 1517 werd vervaardigd door de klokkengieter Wolter Schonenborch. Deze mal wordt met de eveneens gevonden holle en bolle dakpannen, zogenaamde monniken en nonnen, bewaard in het museum dat onder de consistorie van de kerk is ingericht.
Op de Mariaklok staan de volgende woorden:
Maria bin ick oheten 
 dat kerspel van vrees het mij gheten 
 Wolter Schonenborch goet mij 
 Do men schreef MDXVII daer bij
Het 13e-eeuwse doopvont van Bentheimer zandsteen is op het eind van de 19e eeuw verkocht aan het Drents Museum, dat het inmiddels aan de kerk terug in bruikleen heeft gesteld.
Het kerkorgel met één manuaal werd in 1885 vervaardigd door de gebroeders Van Oeckelen te Glimmen.

## Afbeeldingen

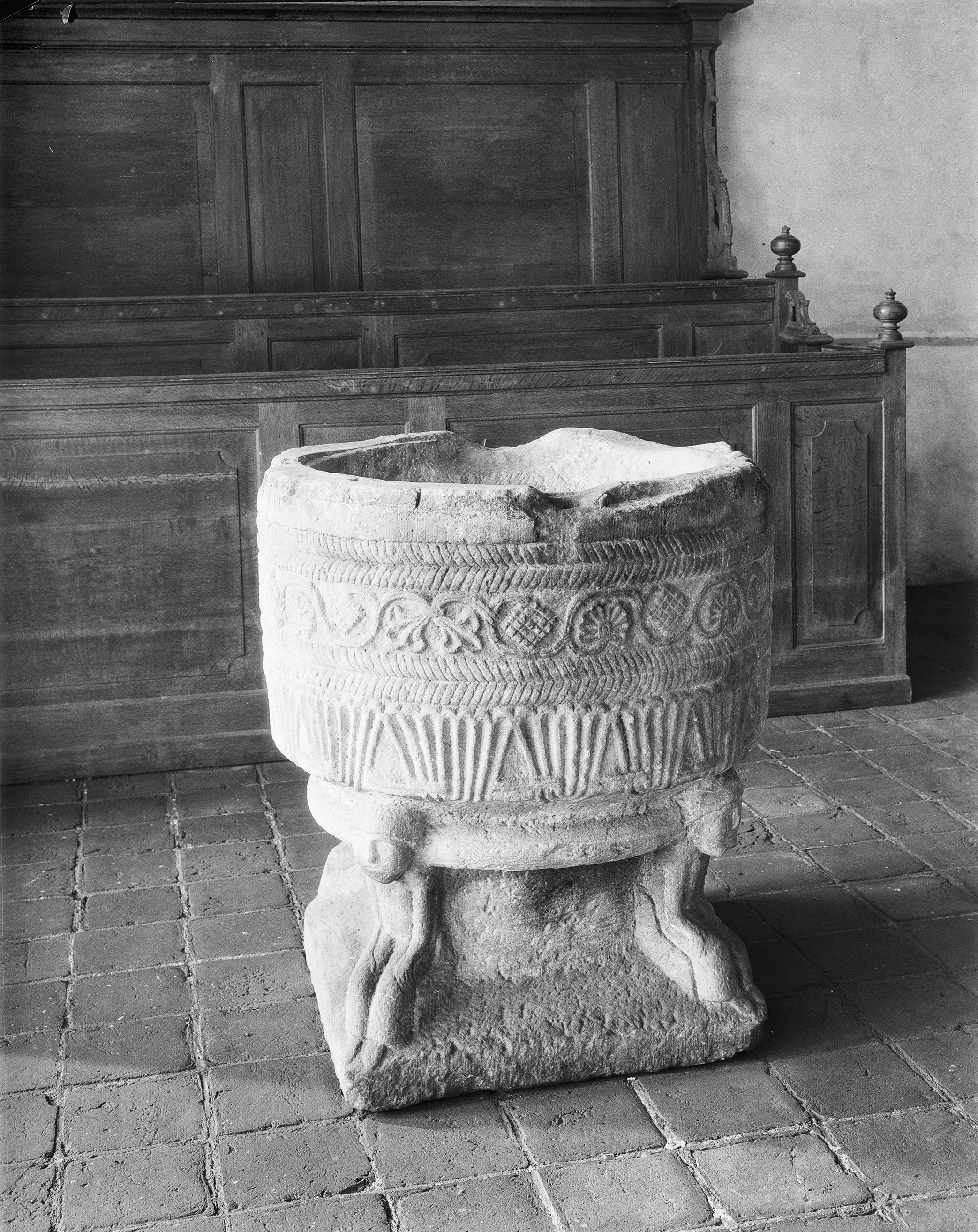
Doopvont (1955)
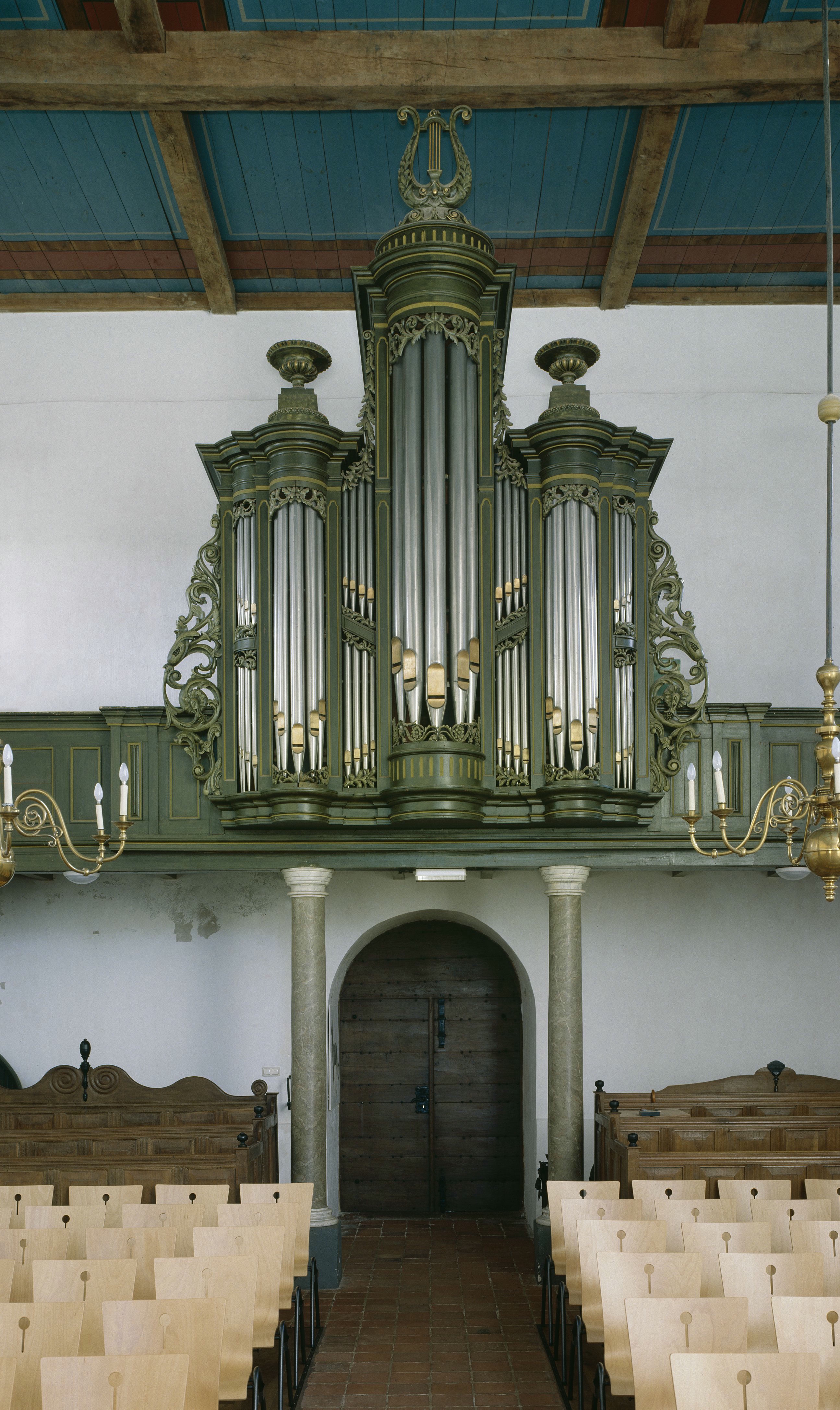
Het Van Oeckelenorgel uit 1885 (2007)
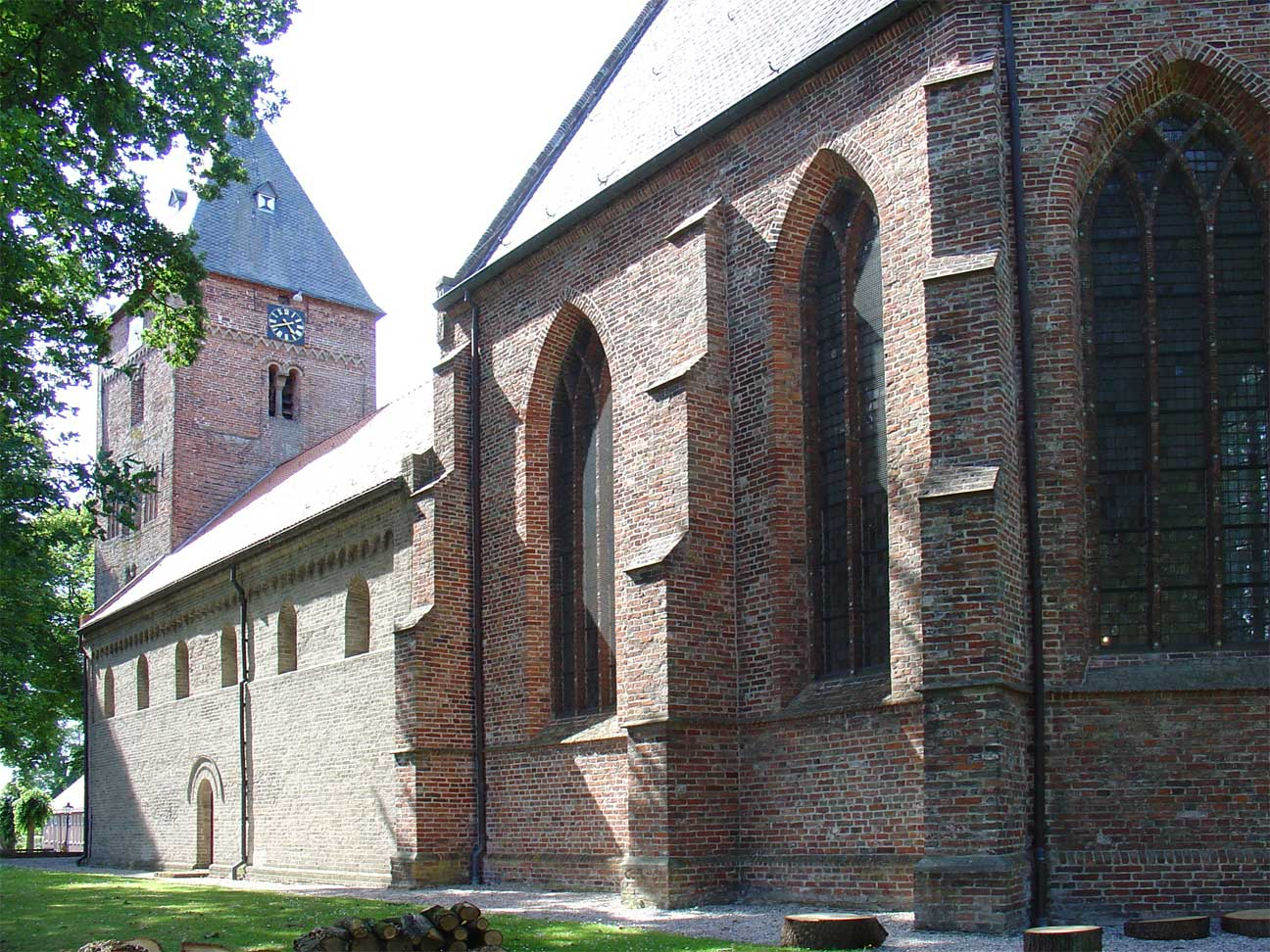
Zuidelijke zijgevel (2008)
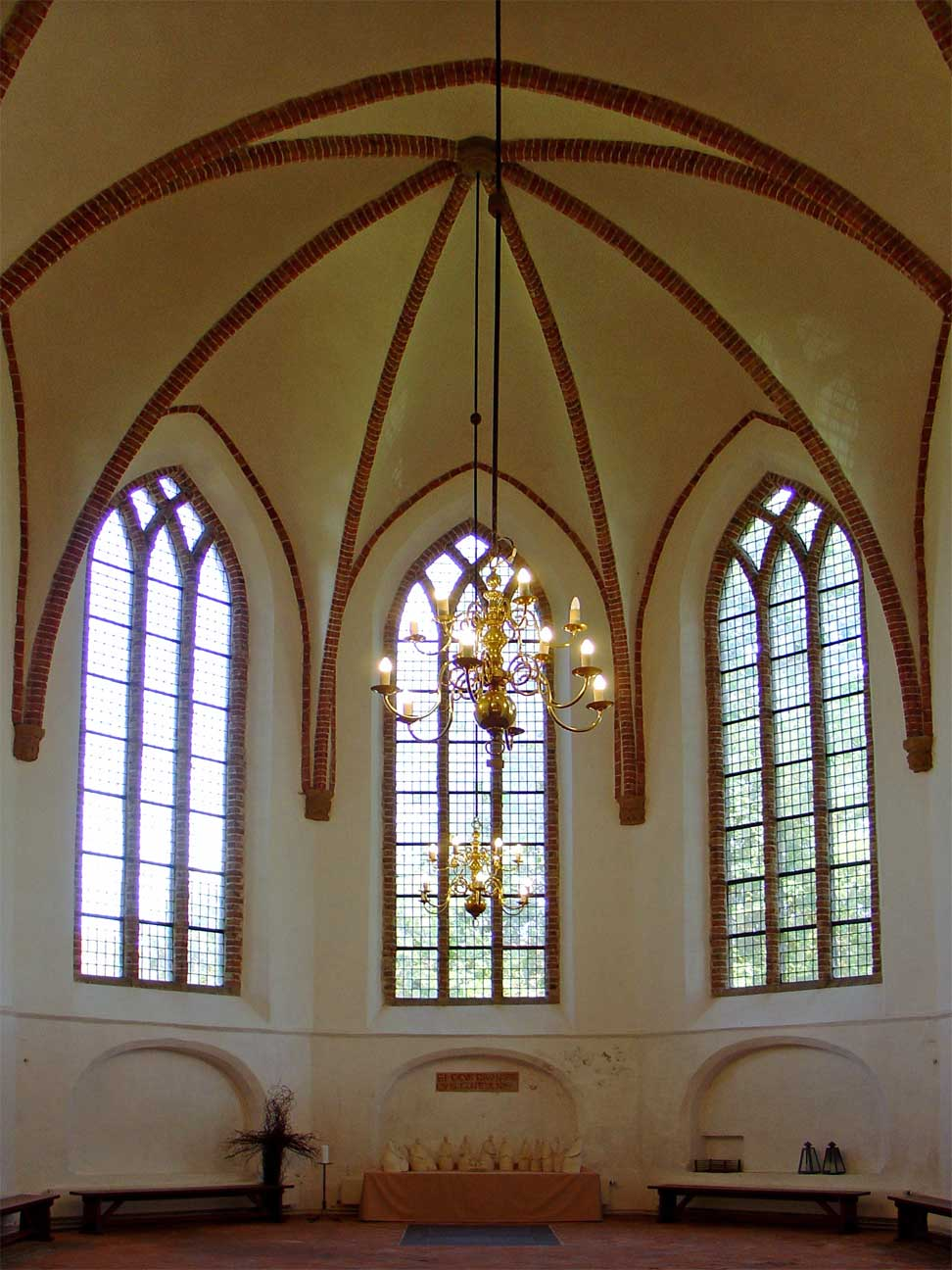
Koor (2008)
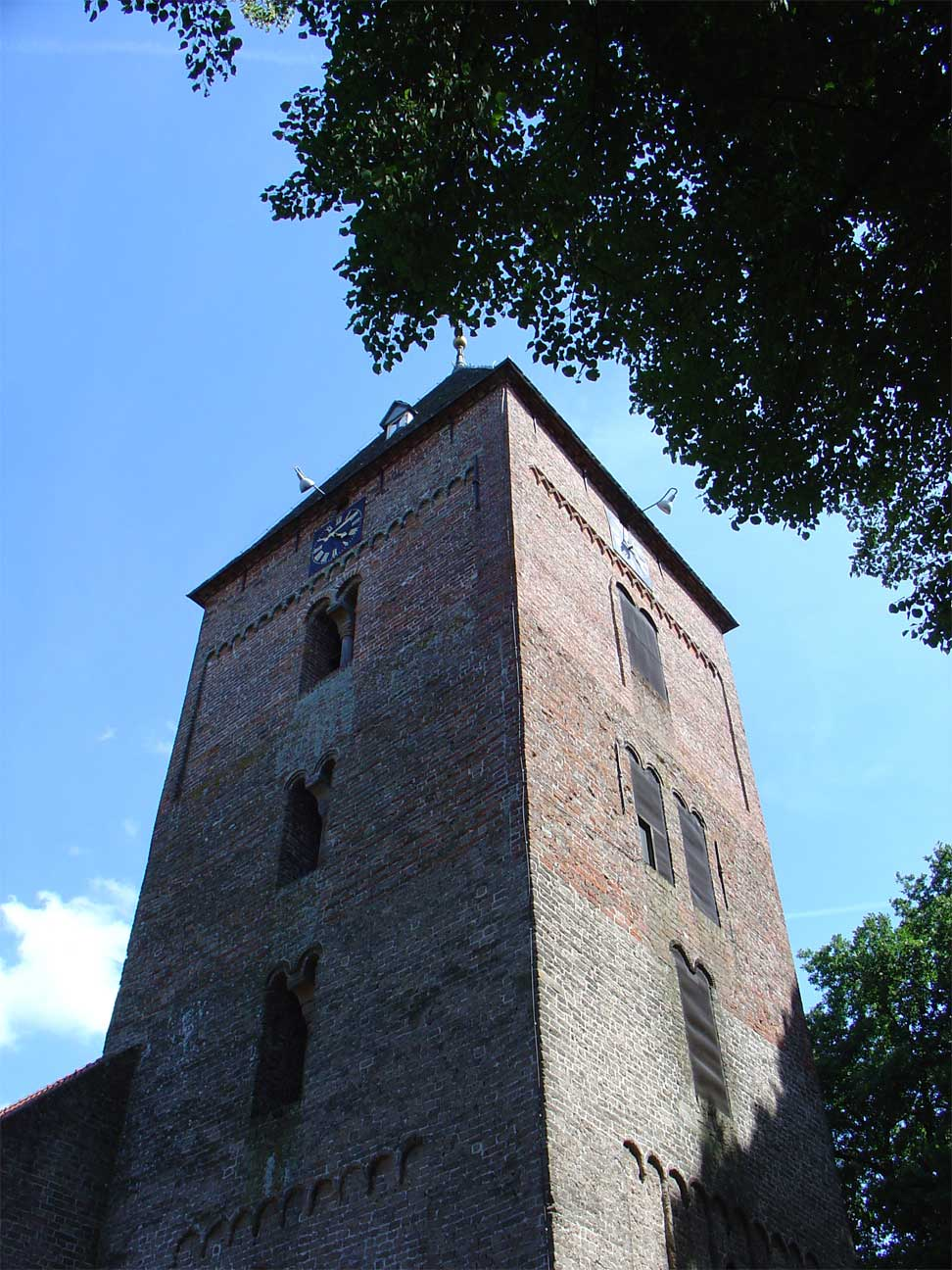
Toren (2008)
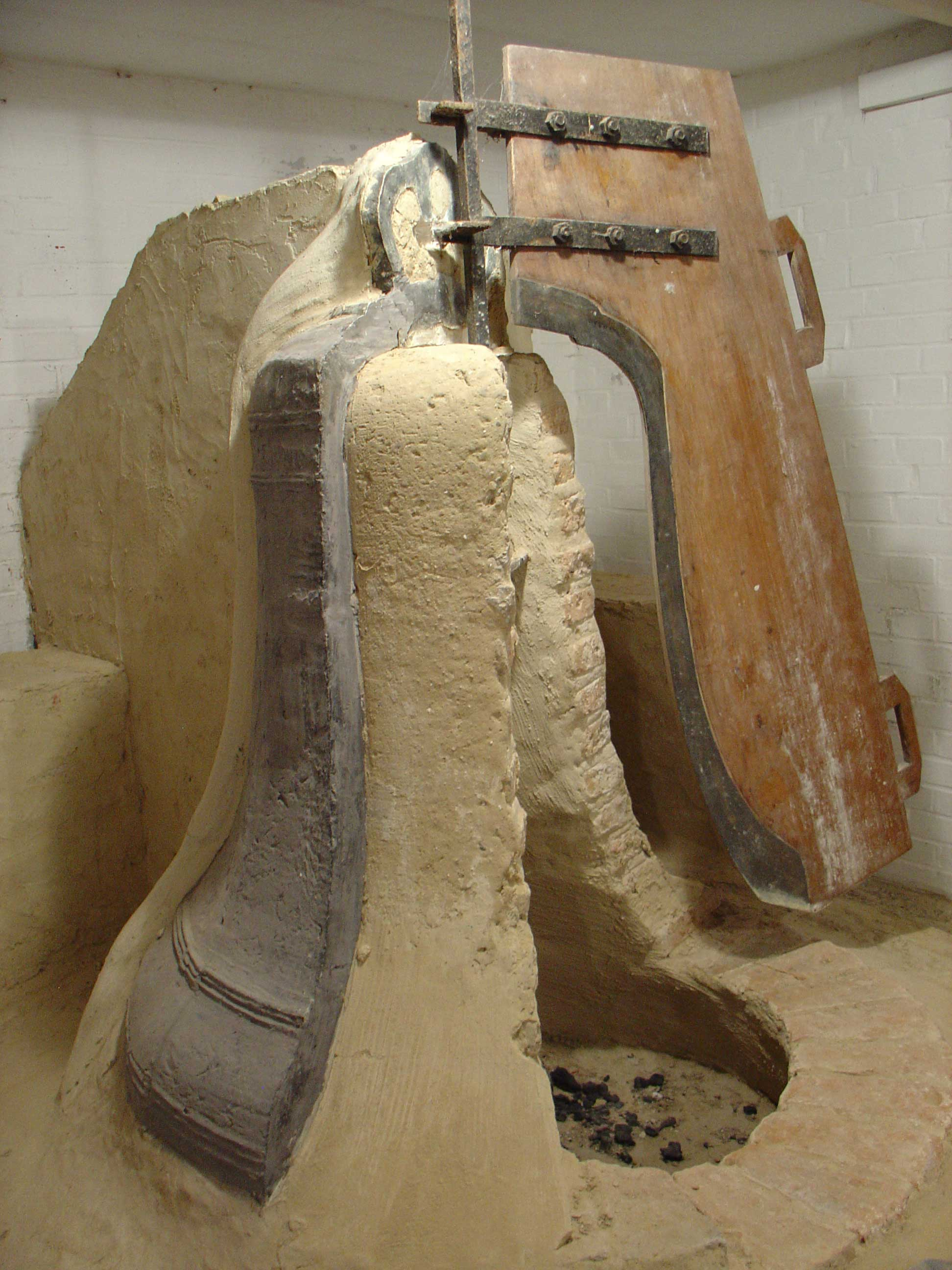
Mal van de Mariaklok (2008)
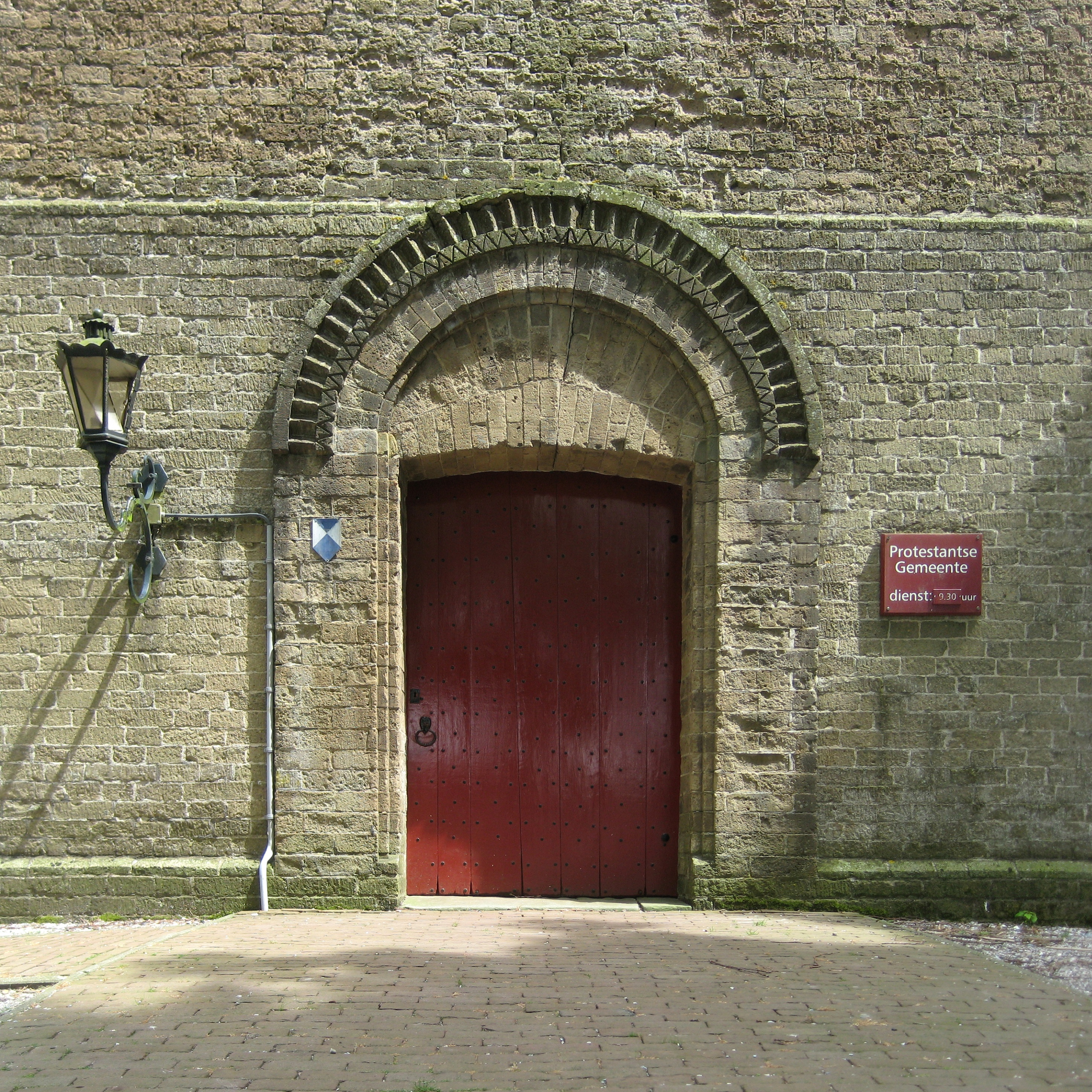
Ingangspartij (2014)

## Kerken in Drenthe
- Lijst van kerken in Drenthe